# 燕州城
燕州城原称白岩城，是一座位于中国辽宁省辽阳市灯塔市西大窑镇石城山上的城垣。于公元五世纪初由高句丽人所筑，2013年，燕州城山城被列为全国重点文物保护单位。

## 历史
燕州城最初是魏晋时期高句丽占据辽东时所修建的一座军事城堡。公元403年，高句丽击败后燕，占辽东、玄冕两郡，于襄平（今辽阳市）城东以石筑山城，称白岩城。645年（唐贞观十九年）唐太宗亲征高句丽，派辽东道行军大总管李绩率军攻占此城，改称“岩州”。辽代时期，在行政建置中正式设立此地，并对城址进行了补筑，更名为岩州，金代称石城县。元、明两朝曾作为补修防守之地。

## 建筑
燕州城分为内城和外城，外城依山势而建，呈不规则方形，长480米，宽440米，周长1840米。城南面为陡崖峭壁，崖下是东西流向的太子河。城墙由青色大石条叠砌，墙宽2—3米，高5～8米。南面垂直悬崖，东、北两面筑高大石墙，墙外有护墙，墙顶筑雉堞。北墙由于坡势较缓，墙体外砌5个马面，内砌阶梯，顶上呈现方形平台，以为护墙和嘹望防守。城门开在西面，也是顺山坡的泄水口。
城内建筑有嘹望台。台前有方形围墙，称内城，长45米，宽35米，均用石块叠筑。台高5米，设在制高点上，可以嘹望全城内外。